# SC Blau-Weiss 06 Cologne
Maillots
Dernière mise à jour : 24 mars 2011.
Le SC Blau-Weiss 06 Köln est un club allemand de football localisé à Cologne en Rhénanie du Nord-Westphalie.

## Repères historiques
- 1906 - fondation de LINDENTHALER SPIELVEREIN.
- 1907 - LINDENTHALER SPIELVEREIN changea son appellation en KÖLN LINDENTHALER FUSSBALL-VEREIN 06.
- 1926 - KÖLN LINDENTHALER FUSSBALL-VEREIN 06 changea son appellation en SPORT CLUB BLAU-WEISS KÖLN.
- 1936 - SPORT CLUB BLAU-WEISS KÖLN changea son appellation en SPORT CLUB BLAU-WEISS 06 KÖLN.
- 1985 - 25/06/1985, SPORT CLUB BLAU-WEISS 06 KÖLN fusionna avec le FUSSBALL SPIELVEREIN GEBÄUDEREINIGER pour jouer sous le nom de FUSSBALL SPIELVEREIN GEBÄUDEREINIGER.
- 1996 - La fusion de 1996 est arrêtée, FUSSBALL SPIELVEREIN GEBÄUDEREINIGER et SPORT CLUB BLAU-WEISS 06 KÖLN reprirent des routes distinctes.

## Histoire
Le club fut fondé en 1906, par Jean von Büren, sous l'appellation Lindenthaler Spielverein. Le site officiel du club actuel nous apprend que le club perdit son premier match sur le score de (0-31) ! L'année suivante, le club fut renommé Köln Lindethaler FV 06.
Jusqu'en 1919, le club aligna deux équipes qui évoluèrent en B-Klasse et en A-Klasse.En 1926, le club est champion de la Rhein-Bezirk. La même année, la dénomination du cercle devint SC Blau-Weiss Köln. À cette époque, le club est à la lutte avec le SpVgg Sülz 07, le SG Düren 99, le Alemania Aachen ou le Borussia München-Gladbach  pour tenter de monter dans la plus haute ligue de l'époque.
En 1934, le SC Blau-Weiss fut promu en Gauliga Mittelrhein, une des seize ligues créées un an plus tôt, sur ordre des Nazis dès leur arrivée au pouvoir. Le club termina 9e sur 10 et redescendit après une saison.
En 1936, à l'occasion de son trentième anniversaire, le club adapta son appellation officielle qui devint SC Blau-Weiss 06 Köln.
En 1945, le club fut dissous par les Alliés, comme tous les clubs et associations allemands (voir Directive n°23). Rapidement reconstitué, le SC Blau-Weiss 06 tente de monter en Oberliga West. Une défaite, devant 7 000 personnes, contre le SC Preussen Dellbrück l'en priva.
À partir de 1956, en raison du développement du football "professionnalisé" et de la nécessité d'avoir une "licence" pour atteindre les plus haute ligues, le club est rétrogradé en Bezirksliga. L'année suivante, le club remonta en Landesliga. Parmi les principaux de joueurs de l'équipe championne, il y avait : Willi Hürtgen, Karl Peters, Adolf Esser, Willi Dröge, Josef Schmitz, Theo Mömkes, Engelbert Schmitz, Josef Ludwig, Alfred Debosse, Josef Seuren, Josef Link, Alfred Hammer et Heinrich Schmitz.
En 1961, le SC Blau-Weiss 06 fut relégué en Bezirksliga. Neuf ans plus tard, il descendit en 1. Kreisklasse. La remontée en Bezirksliga eut lieu en 1975. Durant les années qui suivent le club redescendit, remonta puis glissa jusqu'en 2. Kreisklasse. En 1982, le SC Blau-Weiss put retrouver la 1. Kreisklasse. Trois ans plus tard, ce fut la remontée en Bezirksliga.
Le 25 juin 1985, le SC Blau-Weiss 06 Köln fusionna avec le FSV Gebäudereiniger. Grâce à cette fusion, le club retrouva la Landesliga. L'année suivante, à l'occasion de son 80e anniversaire, le cercle manque de peu la montée en Verbandsliga Mittelrhein.
Dix ans plus tard, le club est redescendu en Kreisliga A. La même année 1996, la fusion avec le FSV Gebäudereiniger fut arrêtée. Le club reprit son parcours comme SC Blau-Weiss 06 Köln.
En 2010-2011, le SC Blau-Weiss 06 Köln évolue en Kreisliga A (Groupe 1), soit au Xe niveau de la hiérarchie de la DFB.

## Entraîneurs
Les principaux entraîneurs depuis 1957 :
- Recteur August Schulz (1957)
- Günther Klemm (1963)
- Alfred Hammer (1964)
- Ernst Melchior (1966)
- Wilfried Schmitt (1967-1969)
- Toni Dietz (1974/75)
- Willy Bars
- Max Mühlenz (1982)
- Hans Breuer
- Heinz Steinmann
- Feiten Loose(1989/90)
- Jürgen Fuhr (1992/93,1995-1997, 2001/02)